# 溫特沃斯瀑布
溫特沃斯瀑布（英語：Wentworth Falls）是澳洲藍山的著名景點，藍山國家公園的第一站。
溫特沃斯瀑布是一處三層式瀑布，隨著季節不同，有不同的景觀。瀑布總高度 187 公尺。
溫特沃斯瀑布也是瀑布附近一个同名的镇的名称，这里曾经是22 000年来当地土著用来聚会的非常重要的地方，考古发现有许多石器时代的遗迹，当地也是一个著名的风景区。